# Murci
Murci is een plaats (frazione) in de Italiaanse gemeente Scansano.